# سياسة هونغ كونغ
تقوم سياسة هونغ كونغ على إطار نظام سياسي تهيمن عليه كل من وثيقة شبه دستورية، قانون هونغ كونغ الأساسي وتشريعاته الخاصة، ورئيس هونغ كونغ التنفيذي باعتباره رئيسا لحكومة هونغ كونغ تحت نظام متعدد الأحزاب. فيما تمارس السلطة التنفيذية من قبل الحكومة.
في 1 يوليو 1997، تم نقل سيادة هونغ كونغ إلى الصين، معلنة نهاية أكثر من قرن ونصف من الحكم البريطاني. بموجبها أصبحت هونغ كونغ منطقة إدارية خاصة تابعة لجمهورية الصين الشعبية تتمتع بدرجة عالية من الاستقلالية في جميع الأمور باستثناء الشؤون الخارجية والدفاع، التي تقع مسؤوليتها على عاتق حكومة جمهورية الصين.
وفقاً للبيان الصيني البريطاني المشترك (1984) وقانون هونغ كونغ الأساسي، تحتفظ هونغ كونغ بأنظمتها السياسية والاقتصادية والقضائية وطريقة حياتها الفريدة، ومواصلة المشاركة في الاتفاقيات والمنظمات الدولية كإقليم تابع لمدة لا تقل عن 50 عامًا بعد إعادة نقل السيادة.
حاليا، تعترف اللجنة الأولمبية الدولية بهونغ كونغ كعضو مشارك تحت اسم «هونغ كونغ الصين»، منفصل تماما عن وفد جمهورية الصين الشعبية.
في عام 2016 صنفت وحدة الاستخبارات الاقتصادية مؤشر الديمقراطية هونغ كونغ بأنها «ديموقراطية معيبة».

## سلطات الحكم الثلاث

### السلطة التنفيذية
الرئيس التنفيذي هو المسؤول عن المنطقة الإدارية الخاصة به، وهو أيضًا أعلى الموظفين رتبة في حكومة هونغ كونغ الإدارية الخاصة، وهو رئيس الفرع التنفيذي من السلطة.
يجري انتخاب الرئيس التنفيذي من قبل لجنة انتخابية مكونة من 1200 عضو ينتمي معظمهم إلى الناخبين في هيئات الدولة الفعالة، لكن بعضهم الآخر ينتمي إلى المؤسسات الدينية والهيئات الحكومية المحلية والرسمية. يُعيَّن المجلس التنفيذي، والذي يعتبر أعلى الهيئات السياسية في الحكومة التنفيذية ويقدم المشورة حول الأمور السياسية، بشكل كامل من قبل الرئيس التنفيذي.

### السلطة التشريعية
بما يتوافق مع المادة 26 من الدستور الأساسي لمنطقة هونغ كونغ الإدارية الخاصة، يحق للمقيمين الدائمين في هونغ كونغ التصويت في الانتخابات المباشرة لشغل 35 مقعدًا تمثل الأقسام الجغرافية و35 مقعدًا من هيئات الدولة العاملة، وذلك في مجلس تشريعي موحد مكون من سبعين مقعدًا.
من بين مقاعد هيئات الدولة، تُخصَّص خمسة مقاعد للمجلس المحلي (الثاني) الذي يعتبر فرضيًا كامل المدينة دائرةً انتخابية واحدة. أما المقاعد الثلاثون الباقية لهم، فلا يمكن إلا لـ 230 ألف شخص التصويت عليها في باقي الهيئات العاملة في الدولة (وهي مكونة من قطاعي الأعمال والقطاعات المهنية في الدولة).

### السلطة القضائية
تتكون السلطة القضائية من سلسلة من المحاكم، وفي هذه السلسلة تُعتبر محكمة التحكيم القضائي الأخير المحكمة العليا التي تبت بالحكم النهائي بعد الطعن والاستئناف.
في حين تحافظ هونغ كونغ على نظام القانون المشترك، تملك اللجنة الدائمة للمجلس الوطني لنواب الشعب سلطة التأويل النهائي للقوانين الوطنية المؤثرة على هونغ كونغ، ومن ضمنها القانون الأساسي، وبالتالي تُعتبر آراؤها ملزمة لمحاكم هونغ كونغ من الناحية المستقبلية.